# Demczyn (przystanek kolejowy)
Demczyn (ukr. Демчин) – przystanek kolejowy w miejscowości Demczyn, w rejonie berdyczowskim, w obwodzie żytomierskim, na Ukrainie. Położony jest na linii Koziatyn – Berdyczów – Szepetówka.

## Historia
Stacja powstała w XIX w. na drodze żelaznej brzesko-kijowskiej pomiędzy stacjami Michalenki i Berdyczów.
1 listopada 2012 stacja została zdegradowana do roli przystanku.